# Ганчо Ценов
Ганчо Ценов е български историк и учен, работил главно в областта на българската история през късната античност и ранното средновековие, основоположник на автохтонната теория за произхода на българския народ, изложена за първи път в цялостен вид през 1910 г. в труда му „Произходът на българите и начало на българската държава и българската църква“.6 Тази теория и възгледите му са категорично отхвърлени в академичните среди.

## Биография
Ганчо Ценов е роден на 6 юни 1870 г. в село Бойница, Кулско, тогава в Османската империя. Завършва история през 1894 година в Софийския университет. След това две години е учител по история във Видинската мъжка гимназия. Работи в културния отдел на Военното министерство.
Оттам през 1899 г. е изпратен с конкурс на четиригодишна специализация в Хумболтовия университет в Берлин, Германия. Там защитава дисертация по руска история на тема „Кой подпали Москва през 1812“1 (нашествието на Наполеон в Русия през 1812 г.) и става първият български доктор в този германски университет,120 след което започва да работи по темата „Произход и история на българския народ“. Най-съществената част от докторската му дисертация е публикувана в поредицата „Historische Studien“ („Исторически студии“); кратък неин реферат (на 35 печатни страници) е издаден в отделна брошура. През 1965 г. тази брошура е преиздадена фототипно в известната серия „Краус репринтс“ на издателство „Краус“.
През 1910 г. издава основния си труд „Произходът на българите и начало на българската държава и българската църква“.6 В нея излага хипотезата, че българският народ е формиран от смесването главно на хуно-българи и готи/гети, които две групи той смята за стари трако-илири и келто-скити и които в историческо време са били автохтонни европейски народи от Херодотова (европейска) Скития. Той отрича тюркския произход на прабългарите и ги смята за автохтонен балкански народ, като твърди, че Волжка България и средновековните тюркоезични волжки българи не са съществували. Ценов настоява, че Александър Македонски, Юстиниан I и Велизарий са българи.
Теорията на Ценов не е приета от академичните среди. Кандидатурата му за доцент по средновековна история в Софийския университет е отхвърлена.20 По тази причина Ценов отново заминава за Германия. Той смята, че критиците му от кръга около проф. Васил Златарски (проф. Петър Ников, проф. Петър Мутафчиев, проф. Стефан Младенов и други) го смятат за псевдоучен и го обвиняват даже в плагиатство. Затова Ценов завежда дело срещу Ников и Мутафчиев за публични обиди и клевети.
През 1936 г., след смъртта на проф. Златарски Ценов се кандидатира за ръководител на катедрата по българска история в Софийския университет, за която кандидатства и Петър Ников, като Петър Мутафчиев е назначен за рецензент-арбитър. След рецензията на Мутафчиев, според когото Ценов имал „чудовищен метод на работа, който е отрицание на всяка наука“, кандидатурата на д-р Ценов е отхвърлена от Факултетния съвет и ръководството на катедрата е поето от Петър Ников.20
В Германия трудовете на Ганчо Ценов се издават за сметка на богатата му съпруга германка от издателства „Walter de Gruyter“, „Ebering“, „Steiwetz“, „Minerva“, „Reisland“, „Dyk“ и „Vaduz“.
След комунистическия преврат в България през 1944 г. д-р Ганчо Ценов, който е женен за германка и живее в Берлин, е обявен за „фашист и великобългарски шовинист“. Книгите му са забранени и заключени в секретния фонд на Народната библиотека в София. След разгрома на Германия до есента на 1949 г., когато умира в Берлин, той се издържа с преводи.

## Основни трудове
1. „Wer hat Moskau im Jahre 1812 in Brand gesteckt?“, Gancho Tsenov. – Nachdr. d. Ausg, Historische Studien No.17, E. Ebering, Berlin 1900. – Vaduz: Kraus Reprint, 1965
2. „Праотечеството и праезикът на българите. Историко-филологически издирвания“ (1907, 2005)
3. „Седмичните дни като белег на старо християнство у славяните“ (статия, сп. „Преглед“, кн. 4, 1907 г.)
4. „Българите са по-стари поселници на Тракия и Македония от славяните. Исторически издирвания въз основа на първоизточници“ Архив на оригинала от 2007-09-26 в Wayback Machine. (1908)
5. „Критичен разбор на данните по произхода на българите“ (1910)
6. „Произходът на българите и начало на българската държава и българската църква“ (1910, 2002)
7. „Първите религиозни борби в България“ (1912)
8. „Покръстването на българите – обяснение“ (1914)
9. „Хиляда години ли от смъртта на Св. Климента?“ Архив на оригинала от 2007-09-26 в Wayback Machine. (1914)s
10. Goten oder Bulgaren: quellenkritische Untersuchung über die Geschichte der alten Skythen, Thrakier und Makedonier, Ganco Cenov – Leipzig: Dyk, 1915
11. „Кой е Климент Охридски?“ (1915)
12. „Произходът на хуните“ (1915)
13. „Русия и завоевателните стремежи на сърбите“ Архив на оригинала от 2008-04-08 в Wayback Machine. (1915)
14. „История на България“ (1917)
15. „Geschichte der Bulgaren“, Steiwetz, Berlin, 1917
16. „Das wissenschaftliche Leben in Bulgarien“, статия, „Minerva“ (WdeG), Berlin, 6 Sept., 1924.
17. "Geschichte der Bulgaren und der anderen Südslaven von der römischen Eroberung der Balkanhalbinsel bis zum Ende des neunten Jahrhunderts", Dr. Gancho Tsenov, Berlin/Leipzig, Walter De Gruyter & Co., 1935
18. „Препирните по народността на българите. В що се състоят и защо се водят“ (1936)
19. „Кроватова България и покръстването на българите“ Архив на оригинала от 2022-03-02 в Wayback Machine. (1937, 1998, 2004)
20. Народнос на Македонците Архив на оригинала от 2014-07-14 в Wayback Machine. (1938)
21. „Прокопиевите хуни и Теофановите българи. Турци или славяни основаха българската държава“ Архив на оригинала от 2022-03-02 в Wayback Machine. (1938, 1998, 2004)
22. „Хуните, които основаха българската държава. Техният произход и тяхното християнство“[неработеща препратка] (1940, 2002)